# Rhizothrix scotti
Rhizothrix scotti is een eenoogkreeftjessoort uit de familie van de Rhizothricidae. De wetenschappelijke naam van de soort is voor het eerst geldig gepubliceerd in 1936 door Lang.